# Штейн, Генрих Фридрих
Барон Генрих Фридрих Карл фом унд цум Штейн (нем. Heinrich Friedrich Karl Reichsfreiherr vom und zum Stein; обычно известный как Барон фон Штейн; 26 октября 1757, Нассау — 29 июня 1831, замок Каппенберг, Вестфалия) — прусский юрист, государственный и политический деятель, который отменил в стране крепостное право и провёл ряд других значимых реформ, обеспечивших экономическое процветание и социальную стабильность Пруссии после Наполеоновских войн, а в дальней перспективе — подготовивших объединение Германии при Бисмарке.

## Биография
Родился в знатной семье, носил титул имперского барона. По образованию — юрист. С 1780 года находился на прусской королевской службе. Изучал в Англии хозяйственную деятельность. Был членом Горного совета и руководителем управления рейнско-вестфальской металлургической индустрии.
В 1793 году Г. Ф. К. фон Штейн — президент Промышленной палаты в Клеве, с 1796 года — Обер-президент прусской провинции Вестфалия.
В 1804 году вызван в Берлин, где назначен министром торговли, промышленности и финансов в кабинете короля Фридриха Вильгельма III. Пытается в это время реформировать, согласно английскому образцу, прусское хозяйство. Однако реформы фон Штейна не нашли понимания у короля, который отправил министра в январе 1807 года в отставку.
В условиях поражений, понесённых Пруссией в ходе войн с Наполеоном в 1806—1807 годах и вследствие составленного в Нассау опальным фон Штейном воззвания к проведению политреформ, возвращён королём в Берлин и в октябре 1807 года возглавил прусское правительство.
К ноябрю 1808 года, несмотря на сопротивление реакционного юнкерства, провёл целый пакет важнейших политических, экономических и финансовых реформ. Эдикт 1807 года провозглашал отмену личной зависимости крестьян, а также предусматривал возможность отчуждения земли по желанию собственника, что позволяло приобретать землю бюргерам и крестьянам. В ноябре 1808 была проведена муниципальная реформа, вводившая самоуправление в городах. Тогда же была проведена и административная реформа, устранившая абсолютистский порядок управления в учреждениях и позволившая создать ряд новых министерств (военное, внутренних и иностранных дел, юстиции и финансов).
В результате противодействия юнкерства и интриг 24 ноября 1808 года вновь был отправлен в отставку. Известный как ярый противник Наполеона, фон Штейн сперва уехал в Австрию, а затем в 1812 году по приглашению Александра I — в Санкт-Петербург, где поступил на службу к российскому императору. 7 сентября 1813 года был награждён орденом Св. Андрея Первозванного.
Был одним из организаторов в России Русско-германского легиона, сыгравшего большую роль в освобождении Германии в 1813 году от наполеоновских войск. Был председателем Комитета по немецким делам, подготовившим план всеобщего восстания в Германии против французов и проводивших организацию там партизанского движения. В 1813—1814 годах был руководителем центрального управления освобождённых территорий в Германии.
На Венском конгрессе 1815 года представлял Россию. После образования в том же году Германского союза ушёл в отставку и далее занимался изучением истории, став одним из основателей «Monumenta Germaniae Historica».
Похоронен во Фрюхте (ныне относится к управлению Бад Эмс, район Рейн-Лан земли Рейнланд-Пфальц) в фамильном склепе, который он сам позволил построить. Мраморный рельеф на надгробном памятнике создал в 1837—1840 гг. Людвиг Шванталер.

## Память
- Портрет Карла Штейна был изображён на аверсе монет (нотгельдов) провинции Вестфалия времён гиперинфляции.
- К 150-летию со дня смерти Карла Штейна в 1981 году в ФРГ была выпущена памятная монета достоинством 5 марок.

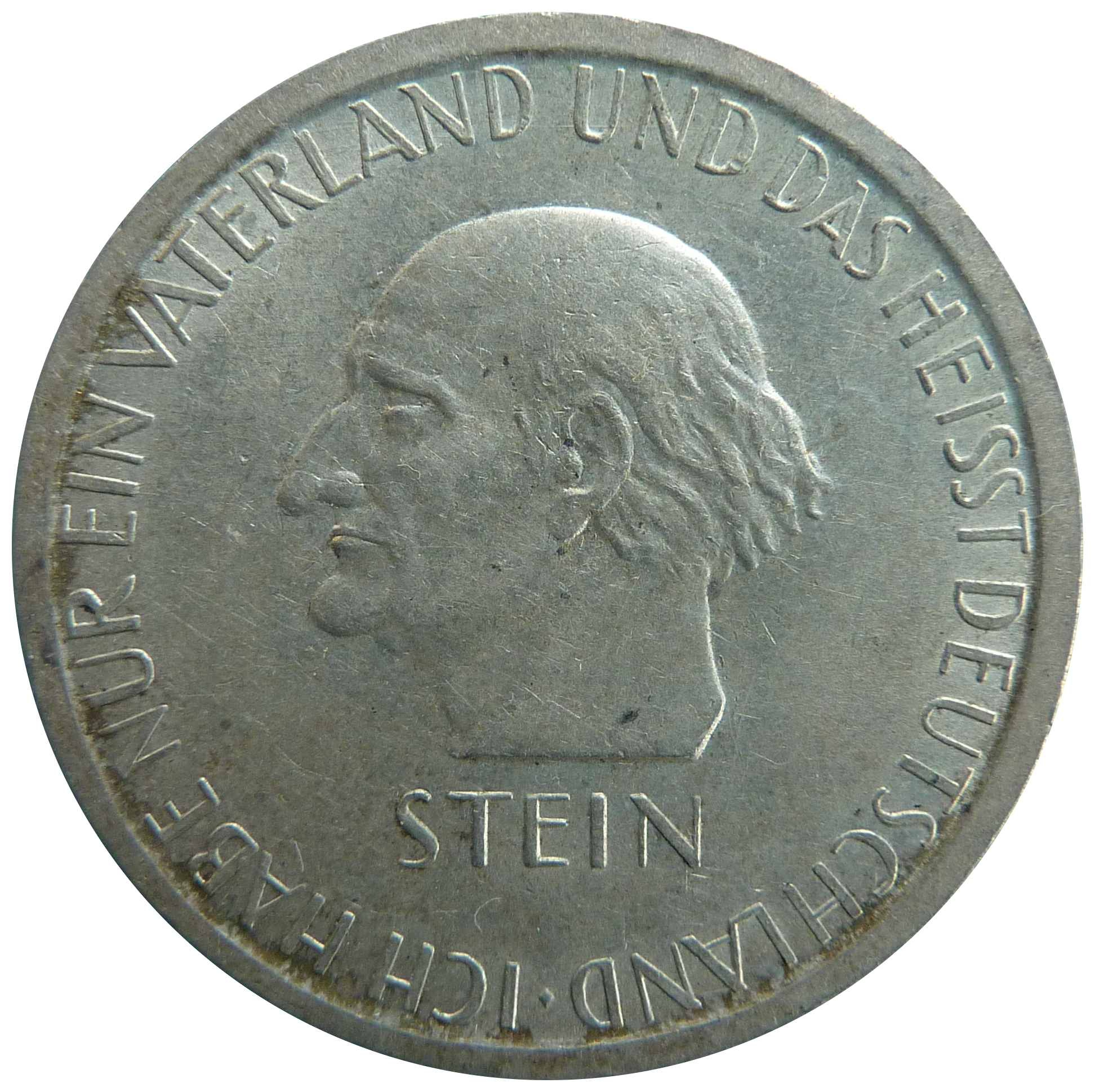
К 100-летию со дня смерти Карла Штейна в 1931 году в Германии была выпущена памятная монета достоинством 3 рейхсмарки
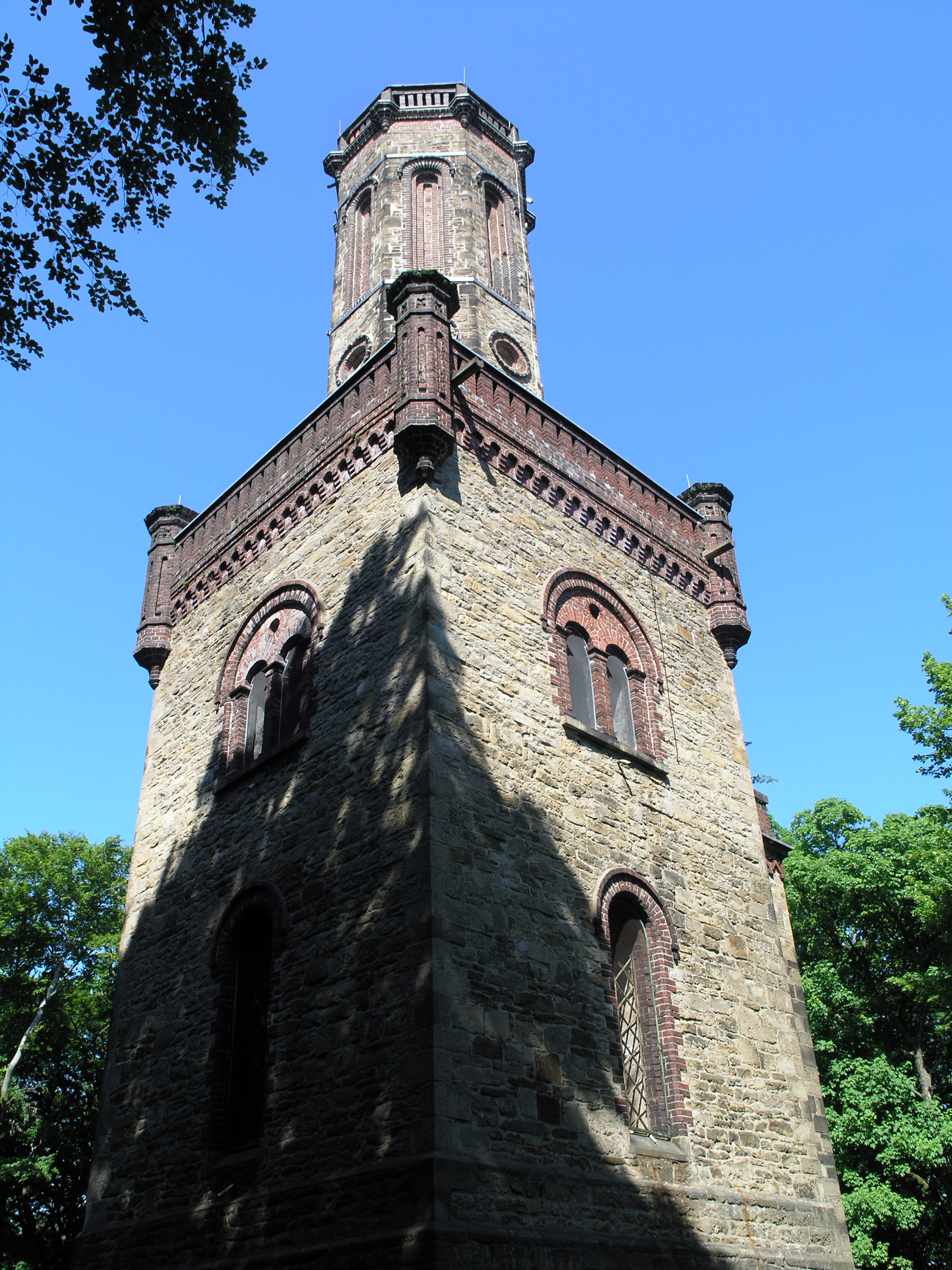
Мемориальная башня барона фом Штейна в городе Хаген
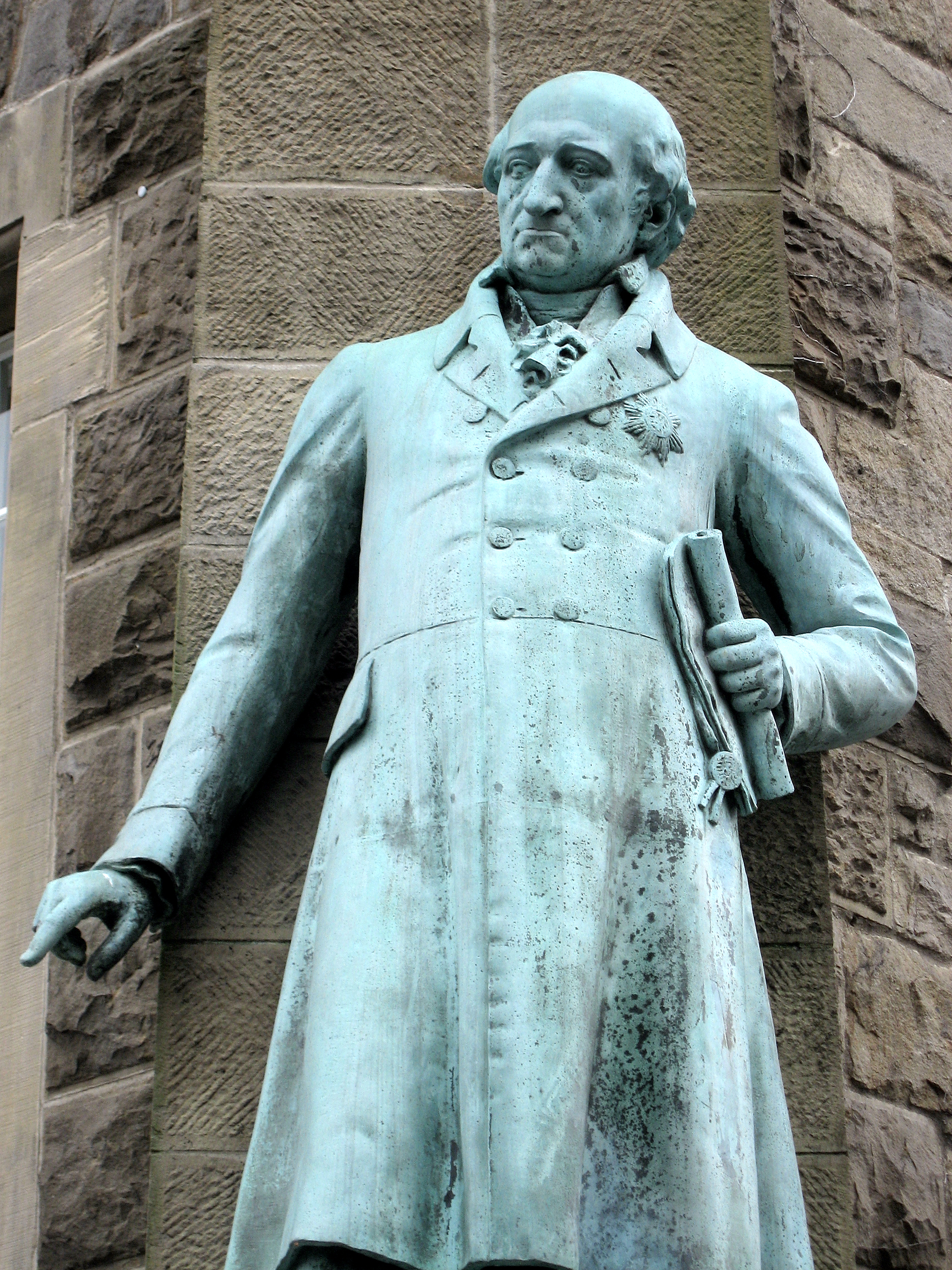
Памятник у ратуши города Веттер (Рур)

## Сочинения
- Briefe und amtliche Schriften. — Bd. 1—9. — Stuttgart, 1957—1972.